# 凯瑟琳·帕弗沃夫斯卡
凯瑟琳·帕弗沃夫斯卡（Katarzyna Pawłowska，1989年8月16日—），出生於大波蘭地區奧斯特魯夫，波蘭女子單車運動員，兩屆世錦賽捕捉賽冠軍。

## 簡歷
2013年，凯瑟琳·帕弗沃夫斯卡在白俄羅斯明斯克舉行的世界場地單車錦標賽中，贏得了捕捉賽冠軍。